# 1. SNHL 1987/88
Die Saison 1987/88 der 1. Slovenská národná hokejová liga (kurz 1. SNHL; deutsch: 1. Slowakische Nationale Eishockeyliga) war die 19. Austragung der geteilten zweiten Eishockey-Spielklasse der Tschechoslowakei. Meister der Liga wurde Plastika Nitra, der an der Qualifikation zur 1. Liga teilnahm. Die TJ Gumárne 1. mája Púchov stieg als Tabellenletzte in die drittklassige 2. SNHL ab. Aufsteiger aus der drittklassigen 2. SNHL wurde Slávia Ekonóm Bratislava.

## Modus
Der Spielmodus sah zwei Doppelrunden à 22 Spielen pro Mannschaft vor, d. h. je zwei Heim- und Auswärtsspiele gegen jeden anderen Teilnehmer. Die Gesamtanzahl der Spiele pro Mannschaft betrug damit in der Saison 44 Spiele. Anschließend qualifizierte sich der Tabellenerste für die 1. Liga-Qualifikation. Je nach Zahl der Auf- und Absteiger mussten 1 bis 2 Mannschaften aus der 1. SNHL in die 2. SNHL absteigen.

## Tabelle
|     | Klub                           | Sp | S  | U | N  | Torv.   | Punkte |
| --- | ------------------------------ | -- | -- | - | -- | ------- | ------ |
| 1.  | TJ Plastika Nitra              | 44 | 26 | 7 | 11 | 179:109 | 59     |
| 2.  | PS Poprad                      | 44 | 24 | 3 | 17 | 191:146 | 51     |
| 3.  | Spartak ZŤS Dubnica nad Váhom  | 44 | 23 | 4 | 17 | 149:115 | 50     |
| 4.  | ZPA Prešov                     | 44 | 21 | 8 | 15 | 177:147 | 50     |
| 5.  | ZŤS Martin                     | 44 | 24 | 1 | 19 | 150:135 | 49     |
| 6.  | Iskra Smrečina Banská Bystrica | 44 | 21 | 3 | 20 | 133:128 | 45     |
| 7.  | ZTK Zvolen                     | 44 | 19 | 7 | 18 | 140:159 | 45     |
| 8.  | VTJ Michalovce                 | 44 | 20 | 4 | 20 | 174:162 | 44     |
| 9.  | VTJ Topoľčany                  | 44 | 21 | 1 | 22 | 148:154 | 43     |
| 10. | Partizán Liptovský Mikuláš     | 44 | 19 | 4 | 21 | 139:147 | 42     |
| 11. | ZVL Skalica                    | 44 | 13 | 9 | 22 | 132:178 | 35     |
| 12. | TJ Gumárne 1. mája Púchov      | 44 | 6  | 3 | 35 | 113:245 | 15     |

## 1. Liga-Qualifikation
Die TJ Plastika Nitra nahm an der Qualifikation zur 1. Liga teil, verpassten aber mit drei Niederlagen gegen den Gewinner der 1. ČNHL den Aufstieg in die erste Spielklasse.
- TJ Vítkovice – TJ Plastika Nitra 3:0 (2:1, 4:2, 6:3)

## Meisterkader von Plastika Nitra
- Torhüter: D. Barto, Kubuš, Janouš
- Feldspieler: M. Barto, Horčičák, Petr Košťál, Roman Lépeš, Oppitz, Pajdlhauser, Slovák, Miroslav Turan, Paulovič, Milan Horváth, Beňo, Vladimir Béreš, Čičmanec, Civáň, Ivan Hrtús, Kolečáni, Jiří Kodet, Kukla, Kostolanský, P. Ocelka, Sládeček, Roman Ulehla, Zeman, Vasilko
- Trainerstab: M. Oravec, Rudolf Uličný